# 606
سنة 606 م، وهي سنة مشتركة ابتدأت يوم السبت، وكان فيها الأحداث التالية.

## أحداث
- عقد أول عيد لميلاد بوذا في اليابان.

## مواليد
- هان يوان، أحد وزراء الإمبراطورية الصينية.

## وفيات
- يوحنا السلمي، قديس سوري.
- سابينيان، أحد بابوات الكنيسة الكاثوليكية.